# Mya Simille
Mya Simille, de son vrai nom Micheline Helyett, née le 12  novembre 1934 à Tunis en Tunisie,  est une auteure-compositrice et parolière française.

## Carrière

### En tant qu'auteure compositrice
Elle travaille durant les années 1960 et 1970 , en créant des chansons (textes et musique) pour des artistes francophones, dont Frank Alamo, Antoine, Minouche Barelli, Ronnie Bird, Pierre Charby, Eric Charden, Dalida, Pascal Danel, Olivier Despax, Gilles Dreu, France Gall et Maurice Biraud, Daniel Guichard, Udo Jürgens, Gérard Klein, Pascal Krug, Gloria Lasso, Philippe Lavil, Danielle Licari, les Lionceaux, Maryse, Monty, Nicoletta, Rita Pavone, Michel Polnareff, Dick Rivers, Peter & Sloane, Michèle Torr et d'autres artistes moins connus.
Avec la parolière Vline (Évelyne Yvonne Konyn), elle fut une des rares femmes a participer au lancement de carrière du chanteur Michel Sardou, alors sous contrat chez Barclay.

### En tant qu'adaptatrice
Mya Simile a également participé à la réadaptation de chansons d'auteurs anglo-saxons en réécrivant des textes français, souvent en collaboration avec Michel Delancray, dont notamment John Lennon et Paul Mc Cartney (pour Let It Be), Mike Pinder (pour Melancholy man, repris par Dick Rivers) et Ray Davies. Elle est également l'auteur de l'adaptation française de la célèbre chanson du groupe de rock britannique Herman's Hermits, No Milk Today qui fut interprétée par Franck Alamo sous le titre À travers les carreaux.
En novembre 1970, Mya Simille et Michel Delancray sont à la recherche d'un interprète pour chanter dix chansons qu'ils ont adaptées du répertoire des Beatles dans une tonalité conforme aux interprétations originales. L'essai de Gerard Chatelain, alors inconnu, s'avère positif et celui-ci enregistre l'album sous le pseudo de Gérard Saint-Paul. Cet album sera réédité en 2008,. Les deux auteurs compositeurs seront toujours associés pour lancer la carrière du chanteur Pierre Charby. Celui-ci remporte en 1972, avec une de leurs chansons, Oh Marie Maria, le Grand Prix des DJ de France organisé à Bobino, se classe dans les cinq meilleures places du hit-parade de RTL. Une nouvelle chanson, dénommé You écrite en hommage aux Platters, groupe vocal américain et chanté par ce jeune interprète sera également un grand succès au niveau du public français et européen.
Selon Dick Rivers qui se rendit en sa compagnie à Londres, Mya Simille était une grande admiratrice des Beatles.